# بازآرایی جاکوبسن
بازآرایی جاکوبسن(به انگلیسی: Jacobsen rearrangement) یک واکنش شیمیایی است، که معمولاً به عنوان مهاجرت یک گروه آلکیل در یک سولفونیک اسید مشتق شده از یک پلی‌آلکیل- یا پلی‌هالوبنزن توصیف می‌شود:
سازوکار این واکنش کاملاً روشن نیست، اما شواهد نشان می‌دهد که بازآرایی بین‌مولکولی در آن رخ می‌دهد و گروه مهاجرت‌کننده به یک پلی‌آلکیل‌بنزن و نه به سولفونیک اسید  منتقل می‌شود (سولفون‌دار کردن فقط پس از مهاجرت صورت می‌گیرد). سازوکار بین‌مولکولی تا حدودی توسط محصولات جانبی موجود در مثال زیر نشان داده شده‌است: